# Alan Paton

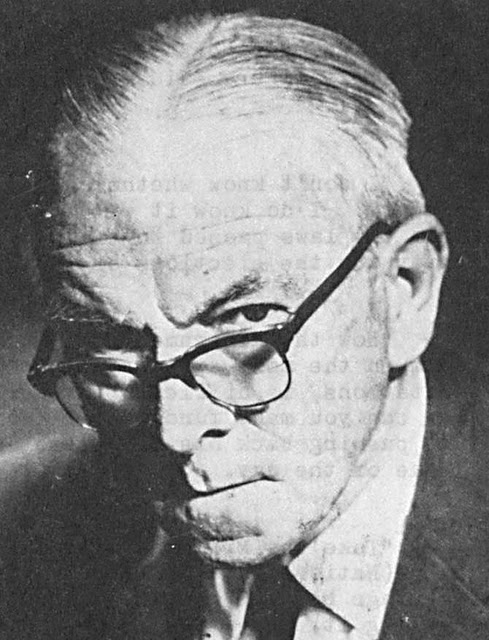
Alan Paton

Alan Stewart Paton (Pietermaritzburg, 11 gennaio 1903 – 12 aprile 1988) è stato uno scrittore, politico e attivista sudafricano, attivo contro l'apartheid.

## Biografia
Nato nell'attuale KwaZulu-Natal pochi mesi dopo la fine della guerra anglo-boera da genitori inglesi detenuti, si è laureato in matematica e fisica nel Natal. Durante l'università ha anche ampliato la sua comprensione nei confronti dei neri, dei meticci e degli afrikaner diventando particolarmente attivo nella Student Christian Association, stando vicino al leader politico Jan Hofmeyr.
Nel 1925 inizia a insegnare in un liceo per bianchi. Nei primi anni '30 si sposa con Doris Olive Francis, trasferendosi in seguito con lei per lavoro. Fu però colpito da tifo e proprio durante la malattia maturò l'idea di non voler insegnare più ai figli dei ricchi. Venne nominato custode di un riformatorio per minori neri, ma lui andò lì per insegnare. Cercò così di cambiare la vita di centinaia di ragazzi per lo più di etnia Xhosa.
Nei primi anni '40 si affermò quindi come un'autorità in materia di riabilitazione penale. Volle scoprire però i metodi di insegnamento degli altri Paesi e così, dopo la seconda guerra mondiale, viaggiò in Norvegia e negli Stati Uniti. Durante i suoi viaggi scrisse e diffuse numerosi romanzi. Il suo libro Cry, the Beloved Country, incentrato sulle tragiche situazioni delle persone dalla pelle nera nel suo paese, è stato tradotto in circa venti lingue ed è diventato un film in Inghilterra (1952) e un musical negli USA (Lost in the Stars). L'edizione sudafricana del libro, datata 1948, uscì pochi mesi prima della morte di Jan Hofmeyr, a cui il libro stesso era dedicato. 
In questo modo pensò di diventare uno scrittore a tempo pieno ma venne attratto dalla politica e si impegnò come primo presidente del Partito Liberale sudafricano, fondato nel 1953 e costretto allo scioglimento nel 1968.
Nel 1953 ha anche pubblicato il suo secondo romanzo Too Late the Phalarope. Nel 1960 ha ricevuto il Premio Libertà dalla Freedom House.